# Matteo Priamo
Matteo Priamo (Castelfranco Veneto, 20 maart 1982) is een Italiaans voormalig wielrenner. Zijn grootste prestatie is een etappewinst in de Ronde van Italië van 2008. Hij won ook etappes in kleinere rittenkoersen.

## Loopbaan
In 2007 won hij een massasprint in Lotharingen en het jaar erna won hij eerst twee etappes in Turkije in de sprint van de kopgroep om vervolgens zijn grootste zege te boeken in Italië. Ook daar was hij met een kopgroep vertrokken. Hij demarreerde tien kilometer voor de finish in Peschici en alleen Alan Pérez kon hem volgen. Priamo was opnieuw sneller in de sprint.
Na overwinningen in een aantal beloftenwedstrijden in 2005 kreeg hij een profcontract bij de continentale ploeg Panaria. In 2008 kreeg de ploeg een nieuwe sponsor, maar net als de meeste renners en ploegleiders bleef Priamo.
In 2009 werd Priamo ontslagen bij CSF nadat zijn op dopinggebruik betrapte ploeggenoot Emanuele Sella hem aanduidde als zijn leverancier. Het TAS legde hem een schorsing van vier jaar op .

## Overwinningen
2007
- 2e etappe Omloop van Lotharingen

2008
- 3e etappe Ronde van Turkije
- 5e etappe Ronde van Turkije
- 6e etappe Ronde van Italië

## Resultaten in voornaamste wedstrijden
| Jaar | Ronde van Italië | Ronde van Frankrijk | Ronde van Spanje |
| ---- | ---------------- | ------------------- | ---------------- |
| 2006 |                  |                     |                  |
| 2007 |                  |                     |                  |
| 2008 | opgave (1)       |                     |                  |

| Jaar | Milaan-San Remo |
| ---- | --------------- |
| 2006 | 152e            |
| 2007 | 138e            |
| 2008 | 69e             |